# وثيقة سفر الإنتربول
وثيقة سفر الإنتربول هي وثيقة سفر تصدر لضباط الإنتربول للسفر إلى الدول الأعضاء في الإنتربول. تهدف الوثيقة الحد من أوقات الاستجابة للأفراد الذين تم نشرهم للمساعدة في التحقيقات الجنائية عبر الوطنية، والأحداث الكبرى أو حالات الطوارئ من خلال إلغاء متطلبات التأشيرة العادية.

## روابط خارجية
- الموقع الرسمي
- وثيقة سفر الإنتربول على يوتيوب